# VJ Television
VJ Television è stata la prima emittente televisiva italiana a trasmettere esclusivamente sul digitale terrestre ed era visibile sul canale 40.

## Storia
Essa nacque il 1º dicembre 2003 (con la nascita del multiplex Mediaset 1) come versione in chiaro di Match Music (un'emittente visibile su Sky) orientata a un pubblico di circa vent'anni attraverso il linguaggio e i generi musicali. Durante gli ultimi giorni di vita dell'emittente trasmetteva un monoscopio per buona parte della giornata, e un programma musicale condotto da Andrea Delogu. Il 22 ottobre 2004, senza alcuna spiegazione, interruppe improvvisamente le trasmissioni con *probabilmente Top Of VJ TV*, per fare spazio a un cartello in cui si annunciava l'introduzione del canale Boing.(boing in arrivo)

## Programmi

Schermata del programma "Top of VJ".

L'unico programma prodotto dall'emittente è Top Of VJ, condotto da Andrea Delogu. Per il programma di VJ TV su Match Music, il presentatore fu Max Laudadio.

## Conduttori
- Andrea Delogu fu la presentatrice del programma "Top Of Vj".
- Max Laudadio era sul programma di "VJ TV" su Match Music[7].